# Horst Schwarz (Ringer)
Horst Schwarz (* 12. Juli 1942 in Stuttgart-Untertürkheim) ist ein ehemaliger deutscher Ringer.

## Werdegang
Horst Schwarz begann als Jugendlicher beim Kraftsportverein Untertürkheim (KVU) mit dem Ringen. Er wuchs zu einem großen und kräftigen Ringer heran, der in beiden Stilarten zuhause war. Als Aktiver wog er bei einer Größe von 1,87 m ca. 110 kg. Im Jahre 1959 wurde er in Schorndorf deutscher Jugendmeister (bis 18. Lebensjahr) in der Gewichtsklasse über 79 kg Körpergewicht. Diesem Titelgewinn ließ er im Jahre 1960 in Bottrop den deutschen Jugendmeistertitel im freien Stil in derselben Gewichtsklasse folgen. 1963 wurde er in Oftersheim auch deutscher Juniorenmeister (bis 21. Lebensjahr) im griech.-röm. Stil im Halbschwergewicht.
In den folgenden Jahren versuchte Horst Schwarz, der von Beruf Maschinenbauschlosser war, auch bei den Senioren in der deutschen Spitzenklasse Fuß zu fassen. Zunächst im Halbschwergewicht (bis 87 kg Körpergewicht), aber schon bald im Schwergewicht. Er musste zu seiner Zeit aber mit ungewöhnlich starken deutschen Ringern konkurrieren, die ihm den Weg nach oben sehr schwer machten. Dies waren vor allem Olympiasieger Wilfried Dietrich, Europameister Roland Bock, Bronzemedaillen-Gewinner Heinz Kiehl, Gerd Volz und Heinz Eichelbaum. 1965 und 1966 wurde Horst Schwarz deutscher Vizemeister bei den Senioren im Halbschwergewicht im freien Stil, jeweils hinter Heinz Kiehl.
1967, 1968 und 1968 wurde er dann deutscher Vizemeister bei den Senioren im griech.-röm. Stil im Schwergewicht hinter Wilfried Dietrich, Heinz Eichelbaum bzw. Roland Bock. Horst Schwarz verstärkte danach sein Training und trainierte vor allem mit Heinrich Weber (Ringer, 1923) in Schorndorf. Diese Aktivitäten brachten ihm dann 1970 endlich den Gewinn des deutschen Meistertitels im griech.-röm. Stil im Schwergewicht vor Roland Bock, dem im Jahre 1971 der zweite Titelgewinn, wieder vor Roland Bock, folgte. Im Olympiajahr 1972 belegte er bei der deutschen Meisterschaft hinter Roland Bock den zweiten Platz, gewann aber 1973 zum dritten und letzten Mal den deutschen Meistertitel im Schwergewicht vor Richard Wolff aus Bad Reichenhall.
Seinen Einstand auf der internationalen Ringermatte gab Horst Schwarz bei der Europameisterschaft 1966 in Karlsruhe im freien Stil im Halbschwergewicht. Er kam dort auf einen guten 4. Platz. 1967 belegte er bei der Weltmeisterschaft in Bukarest im Schwergewicht, griech.-röm. Stil, den 7. Platz und bei der Weltmeisterschaft 1971 in Sofia, wieder im griech.-röm. Stil, kam er auf den 8. Platz.
Bei vielen internationalen Turnieren in den Jahren 1968 bis 1972 zeigte Horst Schwarz vielfach weit bessere Leistungen, als bei den Welt- und Europameisterschaften, wie die guten Platzierungen bei solchen Turnieren beweisen. Für Olympische Spiele konnte er sich zwar qualifizieren, aber wenige Tage vor Beginn nominierten die Funktionäre jedoch  Wilfried Dietrich, den „Kran von Schifferstadt“, der sowohl 1968 als auch 1972 in beiden Stilarten an den Olympischen Spielen teilnahm, und ihm jeweils den Weg verbaute.

## Internationale Erfolge
(WM = Weltmeisterschaft, EM = Europameisterschaft, GR = griech.-röm. Stil, F = freier Stil, Hs = Halbschwergewicht (bis 1962 bis 87 kg Körpergewicht, danach bis 97 kg Körpergewicht, Schwergewicht, bis 1962 ab 87 kg Körpergewicht, ab 1963 ab 97 kg Körpergewicht))
- 1966, 4. Platz, EM in Karlsruhe, F, Hs, mit einem Sieg über Herbert Lins, Österreich u. Niederlagen gegen Marcel Levasseur, Frankreich u. Ahmet Ayik, Türkei;

- 1967, 7. Platz, WM in Bukarest, GR, S, mit einem Sieg über Nueri, Libanon u. Niederlagen gegen Edward Wajda, Polen u. Gıyasettin Yılmaz, Türkei;

- 1968, 1. Platz, Turnier in Klippan/Schweden, GR, S, vor Ragnar Svensson, Schweden u. Karczewski, Polen;

- 1969, 1. Platz, Alsia-Cup in Sonderburg/Dänemark, GR, S, vor Arne Jensen, Dänemark u. Ake Svensson, Schweden;

- 1970, 2. Platz, Turnier in Klippan/Schweden, GR, S, hinter Nikolai Schmakow, UdSSR u. vor Arne Robertsson, Schweden;

- 1970, 1. Platz, Turnier in Split, GR, S, vor Semeredi, Jugoslawien, Victor Dolipschi u. Roman Codreanu, bde. Rumänien;

- 1971, 2. Platz, Turnier in Klippan/Schweden, GR, S, hinter Alexandar Tomow, Bulgarien u. vor Victor Dolipschi u. Arne Robertsson;

- 1971, 8. Platz, WM in Sofia, GR, S, nach Niederlagen gegen Alexandar Tomow u. Petr Kment, CSSR;

- 1972, 3. Platz, Vorolympisches Turnier in München, GR, S, hinter Alexandar Tomow u. Edward Wajda u. vor Pedro Pawlidis, BRD

## Länderkämpfe
- 1964, BRD gegen Schweiz, F, Hs, Punktniederlage gegen Bruno Jutzeler,
- 1964, BRD gegen Frankreich, F, Hs, Punktsieg über Marcel Levasseur,
- 1965, Schweden gegen BRD, GR, Hs, Punktniederlage gegen Lennart Eriksson,
- 1965, Schweden gegen BRD, GR, Hs, Punktniederlage gegen Lennart Eriksson,
- 1972, BRD gegen Rumänien, GR, S, unentschieden gegen Victor Dolipschi

## Deutsche Meisterschaften
- 1964, 2. Platz, GR, Hs, hinter Heinz Kiehl, Oggersheim u. vor Hermann Gössner, Ludwigshafen-Friesenheim,
- 1964, 3. Platz, F, Hs, hinter Heinz Kiehl u. Josef Hucker, Unterelchingen,
- 1965, 2. Platz, F, Hs, hinter Heinz Kiehl u. vor Herbert Bittner, Kelheim,
- 1966, 2. Platz, F, Hs, hinter Heinz Kiehl u. vor Alfons Hecher, Hallbergmoos,
- 1967, 2. Platz, GR S, hinter Wilfried Dietrich, Schifferstadt u. vor Heinz Eichelbaum, Oberhausen,
- 1968, 2. Platz, GR, S, hinter Heinz Eichelbaum u. vor Roland Bock, Feuerbach,
- 1969, 2. Platz, GR, S, hinter Roland Bock u. vor Gerd Volz, Mainz,
- 1970, 1. Platz, GR, S, vor Roland Bock u. Josef Gammel, München-Neuaubing,
- 1971, 1. Platz, GR, S, vor Roland Bock u. Josef Gammel,
- 1972, 2. Platz, GR, S, hinter Roland Bock u. vor Jürgen Bethmann,
- 1973, 1. Platz, GR, S, vor Richard Wolff, Bad Reichenhall u. Gottfried Hanuschka